# 海老名 (小惑星)
海老名（えびな、36472 Ebina）は、メインベルトに位置する小惑星のひとつ。仮符号は2000 QQ26。

## 解説
2000年8月27日に岡山県の美星スペースガードセンターが行っている小惑星探索プロジェクト「BATTeRS」により発見された。
名称は神奈川県海老名市に由来する。美星スペースガードセンターを運営する日本スペースガード協会理事長（名称申請時点）の高橋典嗣が同市在住であり、同協会が主催した「スペースガード探偵団」や、毎年夏に小中学生を対象として開催される「星の学校」など天文学に関する活動が積極的に行われていることなどから、同協会が2011年9月に国際天文学連合小惑星命名委員会にこの名称を申請し、同年12月10日付で正式に承認された。